# ویلیام راش دانتون
ویلیام راش دانتون (۲۴ ژوئیه ۱۸۶۸–۲۳ دسامبر ۱۹۶۶) بنیانگذار و اولین رئیس انجمن کاردرمانی آمریکا بود.

## اوایل زندگی
ویلیام راش دانتون در سال ۱۸۶۸ در تپه شاه بلوط‌های پنسیلوانیا متولد شد. او برادرزاده پزشک تحسین شدهٔ آمریکایی بنیامین راش بود. او در سال ۱۸۹۳ از مدرسه پزشکی دانشگاه پنسیلوانیا فارغ‌التحصیل شد.بیمارستان جانز هاپکینز

## زندگی حرفه‌ای
در سال ۱۹۱۷ او یکی از چندین افرادی بود که اعتقاد به درمان از طریق درگیر شدن در فعالیت‌ها را داشت و نقش کلیدی در تأسیس انجمن ملی ارتقاء کاردرمانی که بعداً به انجمن ملی کاردرمانی تغییر پیدا کرد، داشت.